# Monegrossteppe

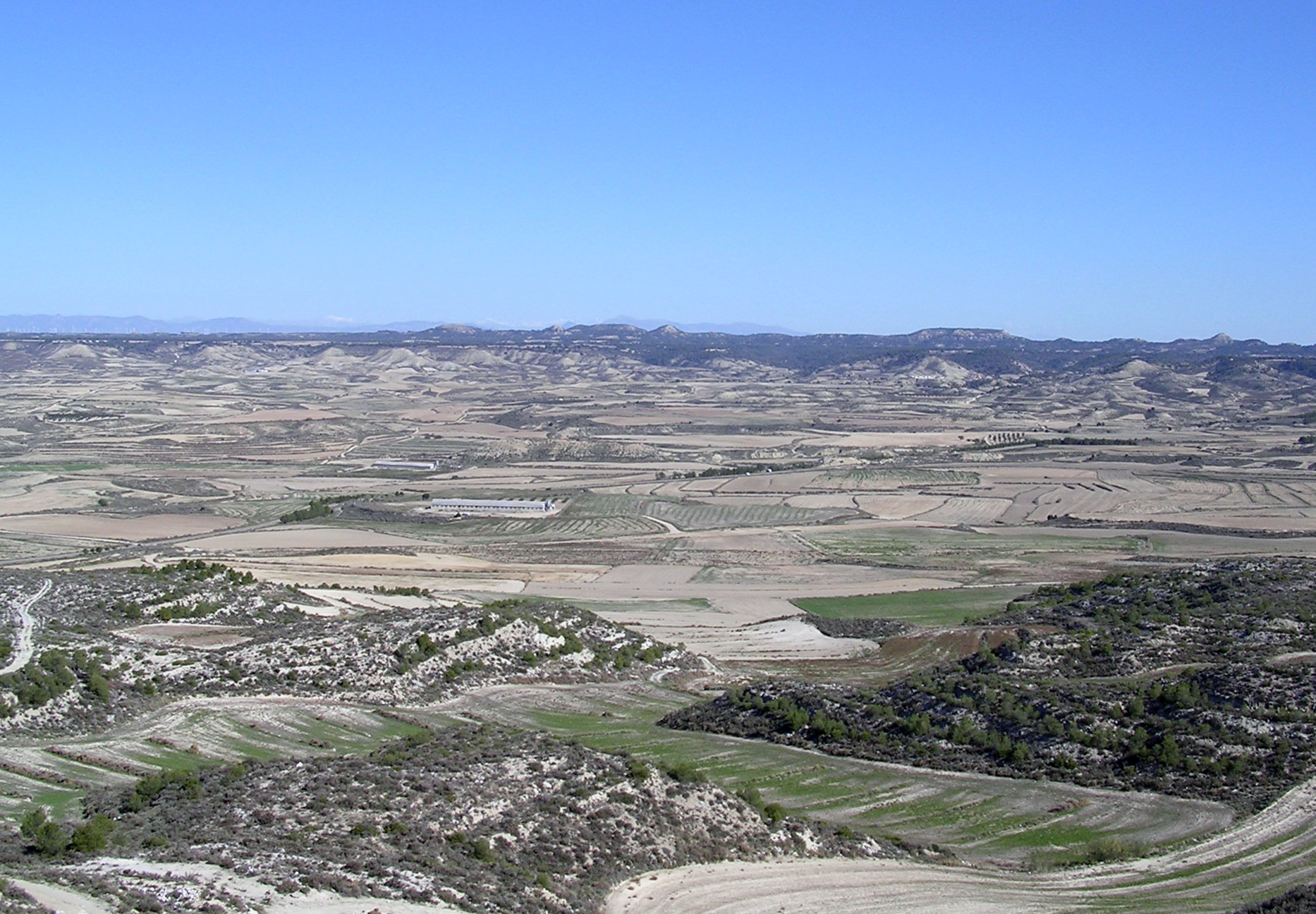
Uitzicht over het landschap van Los Monegros bij Leciñena

De Monegrossteppe is een steppe in de Spaanse autonome regio Aragón die zich uitstrekt over de provincies Zaragoza en Huesca in het centrale deel van het Ebro-bekken. De steppe ligt ten oosten van de stad Zaragoza en wordt ruwweg begrensd door de zuidelijke uitlopers van de Pyreneeën in het noorden en de vallei van de Ebro in het zuiden en meet 2764,90 km. Met een bevolkingsdichtheid van 7,4 per km² is dit een van de dunstbevolkte gebieden van Spanje. De steppe valt samen met de comarca Monegros.

## Klimaat
In de zomer kan de temperatuur in deze steppe oplopen tot wel 40 °C. Echter in de winter kan het koud worden door de ligging van de steppe, die ver landinwaarts is op het Iberisch schiereiland.
Er valt in de Monegrossteppe gemiddeld tussen de 300 mm en 350 mm regen per jaar. De Monegrossteppe is daarmee ook volgens de droogte-index van de klimaatclassificatie van Köppen een steppe.

## Biologie
Tot nu toe zijn al ongeveer 4500 verschillende soorten planten en dieren ontdekt die in de Monegrossteppe leven. Dit zijn meer soorten dan er in elk ander Spaans en zelfs Europees habitat leven.

## Fysische geografie
De Monegrossteppe wordt van noordwest naar zuidoost doorsneden door de Sierra de Alcubierre. Er zijn gipsheuvels in deze steppe. Daarnaast zijn er seizoensgebonden zoutmeren. 

## Overig
Er waren plannen om in deze steppe onder de naam  Gran Scala een soort tweede Las Vegas te bouwen. Dit plan riep echter weerstand op bij ecologen en lokale bewoners en werd in 2012 definitief afgeblazen.